# Istituto Antonio Stradivari Cremona
L'Istituto Antonio Stradivari è un raggruppamento di scuole a Cremona con al suo interno: la Scuola Internazionale di Liuteria, il Liceo Musicale e Coreutico, il Liceo Artistico e l'Istituto Tecnico per la Moda ed il Design d'Interni. È molto rinomato per la sua scuola di liuteria nata nel 1938 e frequentata da alunni provenienti dal mondo intero. Viene considerato come un polo delle arti per le scuole che racchiude al suo interno.